# План Моргентау

Планировавшееся расчленение Германии на ' и ' государства, а также '; области серого цвета отходят под контроль Франции, Польши и СССР

«План Моргентау» (англ. Morgenthau Plan), «Программа по предотвращению развязывания Германией 3-й мировой войны» — программа послевоенного преобразования Германии, предложенная министром финансов США Генри Моргентау. «План Моргентау» предусматривал расчленение Германии, переход важных промышленных районов под международный контроль, ликвидацию тяжёлой промышленности, демилитаризацию и превращение Германии в аграрную страну.

## Подготовка и попытка реализации
Был предложен в сентябре 1944 года на 2-й квебекской конференции, в которой участвовали Уинстон Черчилль и Франклин Делано Рузвельт. На конференции был подписан меморандум, согласно которому Германия должна была стать преимущественно аграрной страной. Детали стали известны прессе, и план подвергся острой критике в США и Британии. Этим воспользовалось министерство пропаганды Геббельса, который заявил, что «еврей Моргентау» хочет превратить Германию в огромное картофельное поле. Газета «Фёлькишер Беобахтер» вышла с заголовком «Рузвельт и Черчилль согласились с еврейским убийственным планом».

## Критика и отмена плана
Наблюдатели отмечали, что в результате этих мер уровень жизни немецкого населения резко снизился, и распространился послевоенный голод. Деиндустриализация приводила к лишению работы сосредоточенных в городах промышленных рабочих, и, по цепочке, обслуживающих промышленность банковских и управленческих служащих, лишало платёжеспособного спроса сферу городских услуг, медицины, образования, культуры; а высокопроизводительное аграрное производство было, с одной стороны, неспособно занять высвобождающиеся трудовые ресурсы, а с другой, также теряло платёжеспособный рынок производимых продуктов.
В 1947 году экс-президент США Герберт Гувер, после посещения деиндустриализуемой Германии, писал:

Это иллюзия, что аннексированная Новая Германия может быть превращена в аграрное государство. Это недостижимо, пока мы не уничтожим или не вывезем из неё 25 млн человек.
Оригинальный текст (англ.)There is the illusion that the New Germany left after the annexations can be reduced to a 'pastoral state'. It cannot be done unless we exterminate or move 25,000,000 people out of it.»
— Герберт Гувер
В 1947 году, с началом холодной войны, был принят принципиально другой, индустриальный план Маршалла.

## В экономической науке
Эрик Райнерт приводит попытки реализации плана Моргентау в качестве примера того, как уничтожение обрабатывающей промышленности парадоксальным образом зачастую приводит к кризису сельского хозяйства.